# Chionaspis platani
Chionaspis platani är en insektsart som beskrevs av Cooley 1899. Chionaspis platani ingår i släktet Chionaspis och familjen pansarsköldlöss. Inga underarter finns listade i Catalogue of Life.